# Келебердянська сільська рада (Кременчуцький район)
Келебердянська сільська рада — колишній орган місцевого самоврядування у Кременчуцькому районі Полтавської області з центром у селі Келеберда.

## Населені пункти
- с. Келеберда

## Влада
Загальний склад ради - 14  
Сільські голови
- Марченко Тетяна Григорівна

31.10.2010 - зараз
26.10.2006 - 31.10.2010